# Бездомные в США
Бездомные в США (англ. Homelessness in the United States) — категория населения США, не имеющего постоянного жилья. В 2018 году Министерство жилищного строительства и городского развития США сообщило о 552,830 бездомных, проживающих на территории Соединённых Штатов.

## Причины
Среди причин выделяют:
- Бедность, рост цен на жильё;
- Реформы в системе здравоохранения, когда было решено переориентировать содержание душевнобольных в пользу общественных поселений в противовес психиатрическим больницам. Однако, вследствие дефицита средств на реализацию жилищных программ многие пациенты клиник стали бездомными. Так, в 1955 году в государственных психиатрических больницах закрытого типа находилось 559 тыс. из общего населения в 165 млн человек. В 1998 году в государственных психиатрических больницах было 57 151 человек при населении страны около 275 млн. Количество мест, занятых в государственных психиатрических больницах США, сократилось с 339 на 100 тыс. населения до 21 на 100 тыс. населения[2].
- Сложное жилищное законодательство, затрудняющее возможности строительства дешёвого жилья;
- Около половины детей, живущих в приёмных семьях и учреждениях государственной опеки, становятся бездомными после того, как им исполнится 18 лет и прекращается их содержание[3][4];
- Природные бедствия, лишающие людей жилья.

## Оценки численности
Точные оценки числа бездомных затруднены. Исследование Института урбанистики в 2000 году показало, что около 3,5 млн человек были бездомными в течение длительного периода (в том числе 1,35 млн детей). Так, в ночлежках Нью-Йорка каждую ночь ночует свыше 37 тыс. бездомных (в том числе 16 тыс. детей).
Согласно отчёту министерства обеспечения жильём и городского развития США, основанного на статистке 2005 года, в стране имеется около 750 тысяч бездомных людей, из них 190 тысяч — несовершеннолетние. Доклад базируется на данных, предоставленных организациями, которые обслуживают бездомных. Таким образом, учтены бездомные, пользующиеся услугами этих организаций.
В 2005 году на пресс-конференции в штаб-квартире ООН в Нью-Йорке докладчик по вопросу о праве на жилище Милун Котари сообщил, что в США в каждый данный момент имеется около 840 тысяч бездомных. В течение года бездомными оказываются от 2,5 до 3,5 миллионов человек. Докладчик отметил, что субсидии на жильё в федеральном бюджете за 1978—2002 годы сократились на 28 миллиардов долларов.
Согласно документу Пресс-канцелярии Госсовета КНР «Ситуация с правами человека в США — 2006», в стране насчитывается около 600 тыс. бездомных, из которых в Вашингтоне живут более 16 тыс. человек, в Нью-Йорке — более 3800, в Лос-Анджелесе — «американской столице бездомных» — более 88 тыс. человек.
В 2008 году в США насчитывалось от 664 тыс. до 1,6 млн бездомных человек, по сравнению с 2007 годом отмечен рост количества бездомных семей на 9 %, что явилось следствием экономического кризиса в США.
В 2009 году более полутора миллионов американцев проводили хотя бы одну ночь в приютах.
В 2014 году Национальный центр семейной беспризорности (США) насчитал в США 2,5 млн бездомных детей..